# House of Assembly (British Virgin Islands)

Wappen der Britischen Jungferninseln.

Das House of Assembly ist das Parlament der Britischen Jungferninseln, ein britisches Überseegebiet in der Karibik.

## Die Verfassung der Jungferninseln
Mit der Verfassungsverordnung der Jungferninseln von 2007 (Virgin Islands Constitution Order 2007) wurde eine neue Verfassung für die Jungferninseln eingeführt, die die Verfassung von 1976 ersetzen soll. Die neue Verfassung enthält zum ersten Mal ein Kapitel, in dem die Grundrechte und -freiheiten des Einzelnen sowie Bestimmungen zu deren Durchsetzung dargelegt werden. Die Verfassungsordnung sieht einen Gouverneur als Vertreter des britischen Monarchen auf den Inseln sowie einen Premier und Minister vor, die zusammen mit dem Generalstaatsanwalt (Attorney General) ein Kabinett bilden. Die Verfassung sieht ein gewähltes Abgeordnetenhaus (House of Assembly) vor, das zusammen mit dem britischen Monarchen die Legislative bildet.
Für die Inseln ist weiterhin der Oberste Gerichtshof der Ostkaribik (Eastern Caribbean Supreme Court) zuständig. Es sind eine Kommission für den öffentlichen Dienst (Public Service Commission), eine Kommission für den Lehrdienst (Teaching Service Commission), eine Kommission für Justiz- und Rechtsdienste (Judicial and Legal Services Commission) und eine Kommission für den Polizeidienst (Police Service Commission) vorgesehen, die bei der Besetzung von Ämtern in diesen Diensten beratend zur Seite stehen. Ein neuer Nationaler Sicherheitsrat (National Security Council) und das Amt des Direktors für öffentliche Strafverfolgung (Director of Public Prosecutions) werden eingerichtet. Außerdem sind öffentliche Finanzen, ein Beschwerdebeauftragter (Complaints Commissioner) und ein Zinsregister (Register of Interests) vorgesehen.

## Geschichte des Abgeordnetenhauses

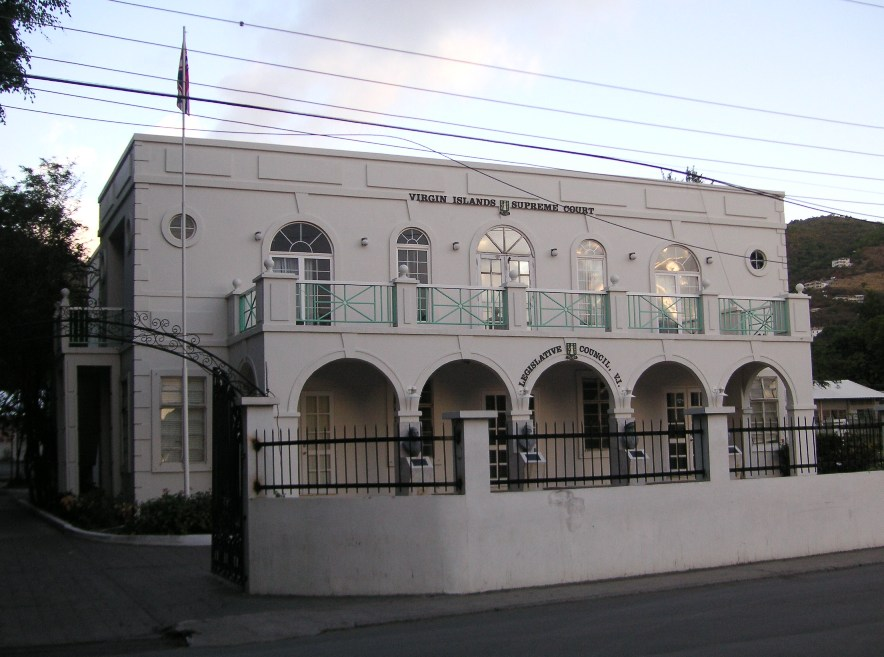
Das House of Assembly im Gebäude des ehemaligen Legislative Council. Im Obergeschoss des Gebäudes befindet sich der Virgin Islands High Court, das Obergericht der Britischen Jungferninseln.

Die Geschichte der Gesetzgebung auf den Britischen Jungferninseln lässt sich grob in zwei Teile unterteilen: Kolonialgesetzgebung im 18. und 19. Jahrhundert, dann eine Pause, gefolgt von der modernen Gesetzgebung nach der Wiedereinführung der Demokratie 1950.
Der erste Legislativrat (Legislative Council) der Neuzeit wurde 1950 gemäß dem Verfassungsgesetz von 1950 (Constitution Act, 1950) gebildet. Er hatte acht Mitglieder, zwei ehemalige Mitglieder von Amts wegen, zwei nominierte Mitglieder und vier gewählte Mitglieder. Zu den Voraussetzungen für die Kandidatur gehörten Einkommen, Vermögen und eine Kaution, die verfiel, wenn ein bestimmter Prozentsatz der Stimmen nicht erreicht wurde. Die vier Mitglieder wurden 1950 auf territorialer Basis gewählt. 1954 wurden die bestehenden Verfassungsbestimmungen durch die Verfassungs- und Wahlverordnung von 1954 (Constitution and Elections Ordinance, 1954) ersetzt, die die gewählte Mitgliederzahl auf sechs erhöhte, aufgeteilt auf fünf Wahlbezirke, wobei der Wahlbezirk der Hauptstadt Road Town zwei Vertreter hatte.
Die Verfassung von 1967 (1967 Constitution) erweiterte die gewählte Mitgliederzahl auf sieben, wobei jeder Wahlbezirk einen einzigen Vertreter hatte. Mit der Wahlverordnung von 1977 (Elections Ordinance, 1977) wurde die Zahl der Wahlbezirke auf neun erweitert. Gemäß dem Wahlgesetz von 1994 (Elections Act, 1994) führten die Britischen Jungferninseln zusätzlich zu den neun Bezirkssitzen vier Listenplätze (Territorial-At-Large-Seats) ein, wodurch insgesamt 13 gewählte Mitglieder geschaffen wurden, die neben den beiden Mitgliedern von Amts wegen – dem Sprecher und dem Generalstaatsanwalt – dem Abgeordnetenhaus angehören.
Der Wechsel vom Chief Minister zum Premier war auch eine Folge der neuen Verfassung von 2007.

## Wahlen, Abgeordnete, Zusammensetzung desHouse of Assemblyund Parlamentssprecher

### Wahlen

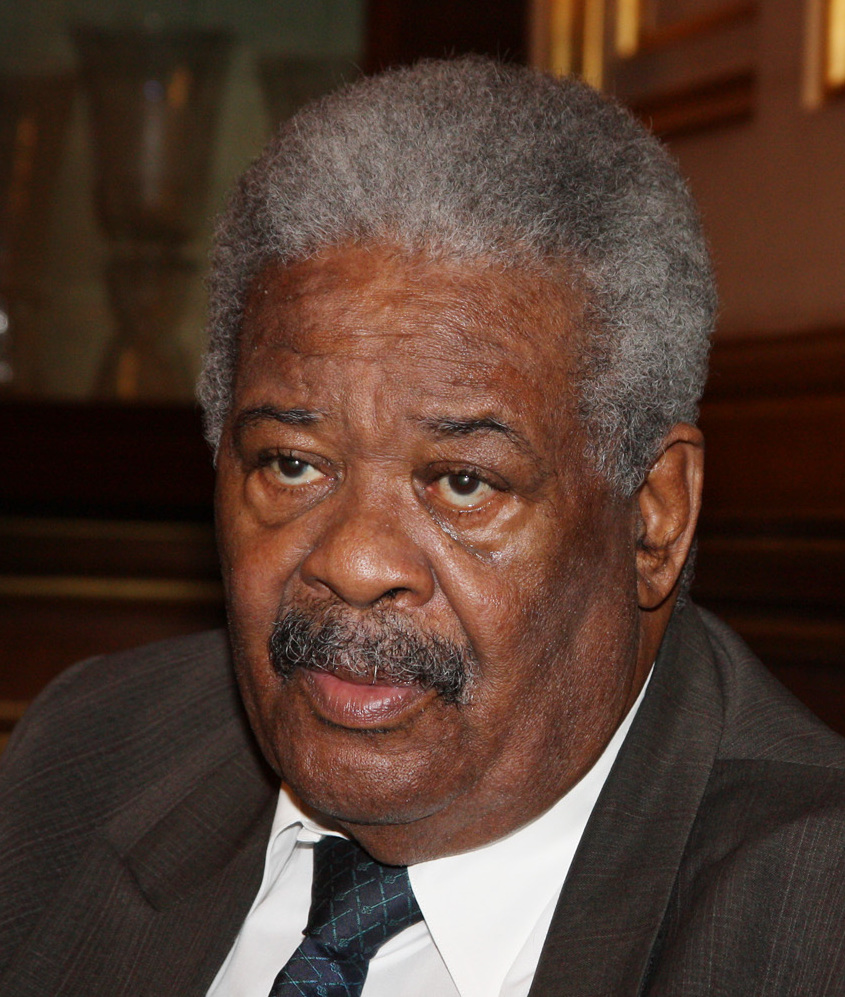
Ralph Telford O’Neal war von 1995 bis 2003 Chief Minister sowie zwischen 2007 und 2011 erster Premier.

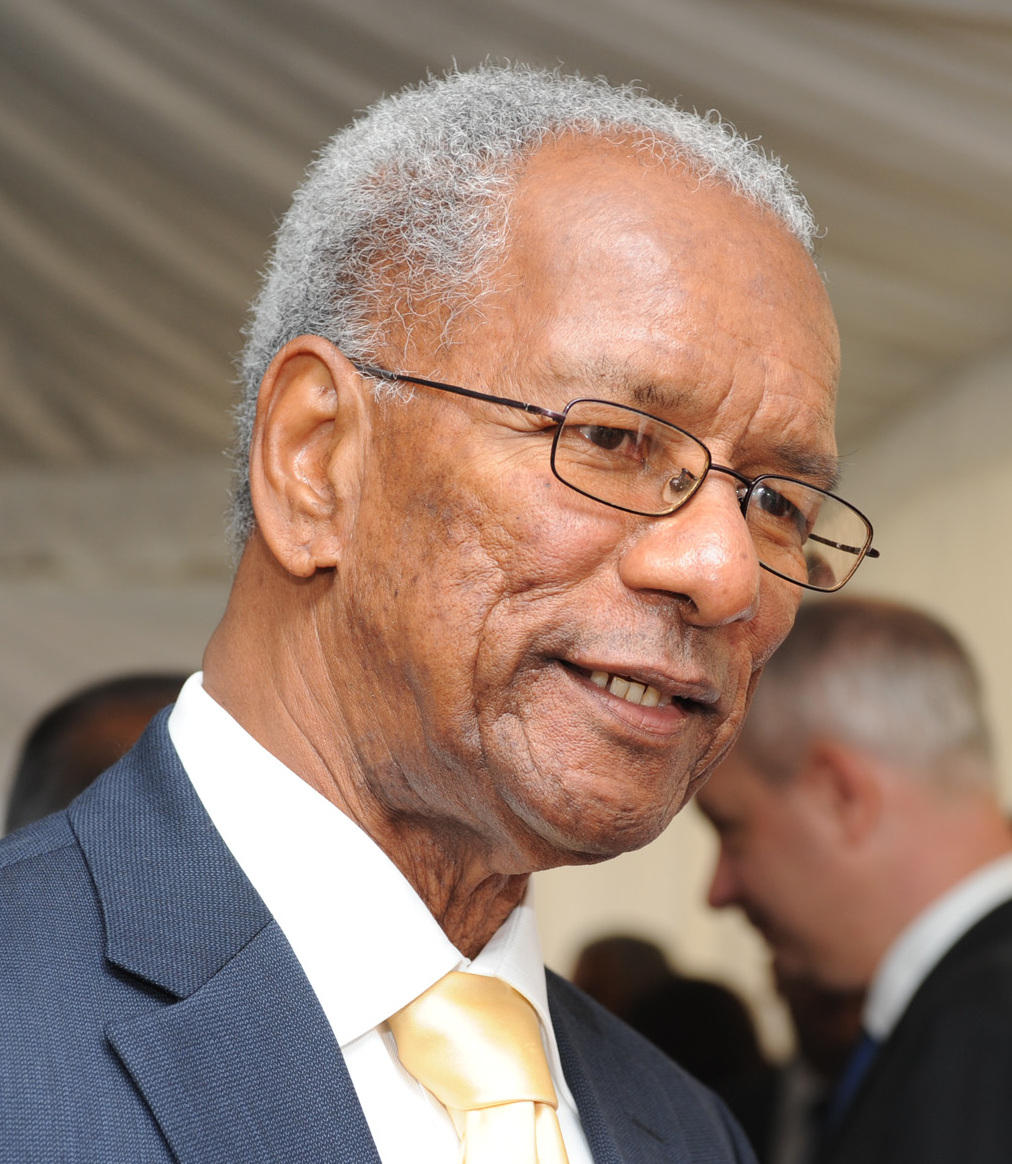
Orlando Smith fungierte von 2003 bis 2007 als Chief Minister sowie zwischen 2011 und 2019 als Premier.

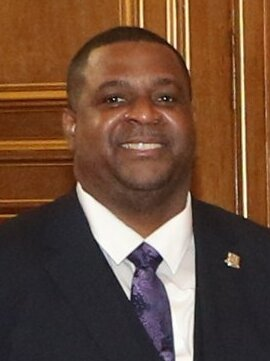
Andrew Fahie war zwischen 2019 und 2022 Premier.

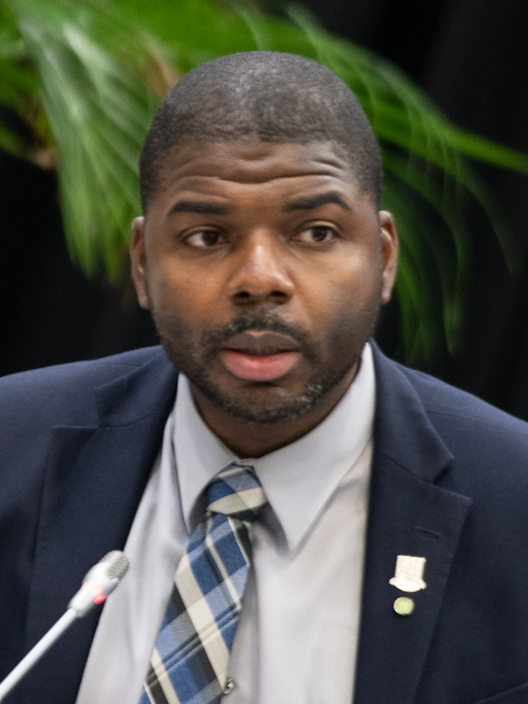
Natalio Wheatley ist seit 2022 Premier der Britischen Jungferninseln.

Bei den Parlamentswahlen am 17. Mai 1999 gewann die British Virgin Islands Party sieben von 13 Sitzen, die National Democratic Party fünf Mandate und die Concerned Citizens Movement einen Sitz. Die Wahlbeteiligung lag bei 65 Prozent.
Bei den Parlamentswahlen am 16. Juni 2003 gewann die National Democratic Party acht von 13 Sitzen und die Virgin Islands Party von Chief Minister Ralph Telford O’Neal fünf Mandate. Die Wahlbeteiligung lag bei 72,2 Prozent. Am 17. Juni 2003 wurde Orlando Smith als Chief Minister vereidigt, während Ronnie Skelton das Amt als Finanzminister übernahm.
Bei den Parlamentswahlen am 20. August 2007 erhielt die Virgin Islands Party 45,2 Prozent der Stimmen und damit zehn von 15 Sitzen, die National Democratic Party 39,6 Prozent sowie zwei Mandate und die parteilosen Unabhängigen 15,2 Prozent sowie einen Sitz. Die restlichen zwei Sitze werden vom Sprecher und dem Generalstaatsanwalt besetzt. Die Wahlbeteiligung lag bei 62,3 Prozent. Am 22. August 2007 wurde Ralph Telford O’Neal zum ersten Premier des Territoriums ernannt. Am 23. August 2007 wurde er vereidigt und gleichzeitig Finanzminister.
Bei den Parlamentswahlen am 7. November 2011 erhielt die National Democratic Party 49,4 Prozent der Stimmen sowie neun von 13 gewählten Sitzen und die Virgin Islands Party 42 Prozent und vier Mandate. Die Wahlbeteiligung lag bei etwa 75 Prozent. Am 9. November 2011 wurde Orlando Smith als Premier und Finanzminister vereidigt.
Bei den Parlamentswahlen am 8. Juni 2015 gewann die regierende National Democratic Party sieben von neun Sitzen und die Virgin Islands Party zwei Mandate.
Bei den Parlamentswahlen am 25. Februar 2019 erhielt die Virgin Islands Party 46,5 Prozent der Stimmen und damit acht von 13 gewählten Sitzen, die National Democratic Party 28,2 Prozent und drei Mandate und die Progressive Virgin Islands Movement 17,4 Prozent und einen Sitz. Mit den zwei Mitgliedern von Amts wegen ergeben sich insgesamt 15 Sitze. Am 26. Februar 2019 wurde Andrew Fahie als Premier vereidigt.
Bei den Parlamentswahlen am 24. April 2023 erhielt die Progressive Virgin Islands Movement 34,2 Prozent der Gesamtstimmen und drei von 13 gewählten Sitzen, die Virgin Islands Party 31,9 Prozent sechs Mandate und die National Democratic Party 26,1 Prozent drei Sitze. Mit den zwei Mitgliedern von Amts wegen beträgt die Gesamtzahl 15 Sitze. Am 25. April 2023 wurde Natalio Wheatley erneut als Premier vereidigt. Am 28. April 2003 wurden die Kabinettsressorts zugewiesen, wobei Wheatley das Amt des Finanzministers behielt.

### Voraussetzungen und Ausschlussgründe für die Mitgliedschaft

#### Voraussetzungen für die Mitgliedschaft
Die Voraussetzungen für die Wahl als Mitglied des House of Assembly werden nun durch Artikel 65 der Verfassung geregelt, wobei es keine ähnlichen Einschränkungen in Bezug auf die beiden ernannten Mitglieder gibt. Im Großen und Ganzen erfordert dies, dass der Kandidat ein Angehöriger der zweiten Generation ist und entweder seinen Wohnsitz auf den Britischen Jungferninseln hat oder eine gewisse Aufenthaltsdauer dort erfüllt. Um als Mitglied des Abgeordnetenhauses gewählt zu werden, muss eine Person entweder ein Virgin Islander über 21 Jahre alt oder anderweitig wahlberechtigt im Territorium sein. Für diese Zwecke bedeutet ein „Inselbewohner der Jungferninseln“ einen Zugehörigen, der einer von beiden ist:
- eine Person, die auf den Britischen Jungferninseln als Kind einer Mutter oder eines Vaters geboren wurde, die durch Geburt oder Abstammung Staatsbürgerin der britischen Überseegebiete war;
- eine Person, die auf den Britischen Jungferninseln als Kind einer Mutter oder eines Vaters geboren wurde, die ebenfalls durch Geburt oder Abstammung dazugehörte oder
- eine Person, die außerhalb der Britischen Jungferninseln als Kind einer Mutter oder eines Vaters geboren wurde, die ebenfalls durch Geburt oder Abstammung zu den Britischen Jungferninseln gehörte, sofern einer der Eltern oder Großeltern ebenfalls von Geburt an zu den Britischen Jungferninseln gehörte.

Eine Person kann auch zur Kandidatur berechtigt sein, wenn sie gemäß der vorherigen Verfassung dazu berechtigt war. Die Beschränkungen gemäß der früheren Verfassung waren wesentlich leichter. So musste Person lediglich ein sogenannter „Belonger“ (dt. Zugehöriger) sein, über 21 Jahre alt sein und auf den Britischen Jungferninseln wohnhaft und ansässig sein, und ihre Beibehaltung sollte die Rechte aller amtierenden Mitglieder des Abgeordnetenhauses vor einer versehentlichen Disqualifikation wahren. Der verwendete Wortlaut deutet jedoch darauf hin, dass jede Person, die am Tag des Inkrafttretens der Verfassung von 2007 über diese Qualifikation verfügte, weiterhin so qualifiziert ist (d. h. jeder Angehörige, der vor 1986 geboren wurde und zum Zeitpunkt des Inkrafttretens der Verfassung von 2007 auf den Britischen Jungferninseln ansässig war und dort seinen Wohnsitz hatte).
Allerdings ist eine Person von der Wahl ausgeschlossen – unabhängig davon, wo sie geboren ist –, wenn sie ihren Wohnsitz nicht auf den Britischen Jungferninseln hat, es sei denn:
- Im Falle einer Person, die nie ihren Wohnsitz auf den Britischen Jungferninseln hatte, muss sie unmittelbar vor dem Datum ihrer Nominierung zur Wahl mindestens fünf Jahre lang im Territorium gelebt haben, oder
- Im Falle einer Person, die früher ihren Wohnsitz auf den Britischen Jungferninseln hatte, aber mindestens 10 Jahre außerhalb des Territoriums gelebt hat, muss sie unmittelbar vor dem Datum ihrer Nominierung zur Wahl mindestens 3 Jahre lang im Territorium gelebt haben.

Der High Court ist als Obergericht der Britischen Jungferninseln zuständig für die Anhörung und Entscheidung aller Fragen im Zusammenhang mit der Eignung einer Person, die sich für die Wahl als Mitglied bewerben möchte. Ein Antrag beim Gericht kann vom Generalstaatsanwalt und von jeder Person gestellt werden, die
- ein registrierter Wähler im betreffenden Bezirk ist, oder
- eine Person, die in diesem Bezirk Kandidat war.

Es gibt keine Wohnsitz- oder ähnliche Beschränkungen für die Kandidatur für einen bestimmten Bezirkssitz. Demnach konnte sich ein Kandidat in einem Bezirk zur Wahl stellen, in dem er nicht wohnte und theoretisch noch nie dort war.

#### Ausschluss von der Mitgliedschaft
Eine Person ist von der Wahl als Mitglied des Repräsentantenhauses ausgeschlossen, wenn:
- Sie irgendein öffentliches Amt bekleidet,
- Sie in irgendeinem Land für bankrott erklärt wurde,
- Sie in irgendeinem Land als geisteskrank gilt,
- gegen sie die Todesstrafe verhängt wurde oder wenn sie in den vorangegangenen fünf Jahren eine Freiheitsstrafe von mindestens zwölf Monaten verbüßt hat,
- Sie gemäß den Gesetzen der Britischen Jungferninseln in Bezug auf Wahldelikte disqualifiziert oder suspendiert wurde oder
- Sie Vertragspartei oder Partner einer Firma oder Direktor oder Geschäftsführer eines Unternehmens mit einem Vertrag mit der Regierung über eine öffentliche Dienstleistung ist, es sei denn, sie hat eine Bekanntmachung in der Gazette oder einer anderen Zeitung der Britischen Jungferninseln veröffentlicht, in der die Art des Vertrags offengelegt wird.

### Aktuelle Zusammensetzung desHouse of Assembly

Aktuelle Sitzverteilung im House of Assembly nach den Wahlen vom 24. April 2023.

Bei den Parlamentswahlen am 24. April 2023 erhielt die Progressive Virgin Islands Movement 34,2 Prozent der Gesamtstimmen und drei von 13 gewählten Sitzen, die Virgin Islands Party 31,9 Prozent sechs Mandate und die National Democratic Party 26,1 Prozent drei Sitze. Mit den zwei Mitgliedern von Amts wegen beträgt die Gesamtzahl 15 Sitze.
Dem House of Assembly gehören seit den Wahlen vom 24. April 2023 folgende Personen an:
| Beginn der Mitgliedschaft | Mitglied                   | Funktion                                                                              | Wahlkreis          |
| ------------------------- | -------------------------- | ------------------------------------------------------------------------------------- | ------------------ |
| 2019                      | Hon. Natalio D. Wheatley   | Premier und Finanzminister                                                            | Seventh District   |
| 2023                      | Hon. Lorna Smith MBE       | Stellvertretende Premier und Ministerin für Finanzdienstleistungen, Arbeit und Handel | Territorial Member |
| 2019                      | Hon. Kye Rymer             | Minister für Kommunikation und öffentliche Arbeiten                                   | Fifth District     |
| 2019                      | Hon. Sharie B. DeCastro    | Ministerin für Bildung, Kultur, Jugend und Sport                                      | Territorial Member |
| 2019                      | Hon. Vincent Wheatley      | Minister für Gesundheit und soziale Entwicklung                                       | Eighth District    |
| 2023                      | Hon. Luce Hodge Smith      | Juniorminister für Kultur und Tourismus                                               | Fourth District    |
| 2023                      | Hon. Karl Dawson           | Juniorminister für Landwirtschaft und Fischerei                                       | Ninth District     |
| 2023                      | Hon. Stacy „Buddha“ Mather | Stellvertretender Sprecher                                                            | Territorial Member |
| 2023                      | Hon. Ronnie Skelton        | Oppositionsführer                                                                     | Territorial Member |
| 2023                      | Hon. Myron V. Walwyn       |                                                                                       | Sixth District     |
| 1999                      | Hon. Julian Fraser         |                                                                                       | Third District     |
| 2011                      | Hon. Mitch Turnbull        |                                                                                       | Fourth District    |
| 2011                      | Hon. Marlon Penn           |                                                                                       | Eighth District    |

### Sprecher des Abgeordnetenhauses(Speaker of the House of Assembly)
Nach der neuen Verfassung von 2007 wurden folgende Personen zu Sprechern des Abgeordnetenhauses gewählt:
| Beginn der Amtszeit | Ende der Amtszeit | Amtsinhaber                  |
| ------------------- | ----------------- | ---------------------------- |
| 2007                | 2011              | Hon. Roy Harrigan            |
| 2011                | 2019              | Hon. Ingrid Moses-Scatliffe  |
| 2019                | 2022              | Hon. Julian Willock          |
| 2022                | amtierend         | Hon. Corine George-Massicote |

Seit dem 18. Mai 2023 ist Hon. Stacy Mather stellvertretender Sprecher (Deputy Speaker of the House).